# 象草
象草（学名：Pennisetum purpureum）是一种禾本科狼尾草屬植物。这种植物原产于非洲热带区域。现在世界各热带和亚热带地区多已引种栽培，做為牧草之用。